# Roger Laouenan
 (octobre 2014).
Si vous disposez d'ouvrages ou d'articles de référence ou si vous connaissez des sites web de qualité traitant du thème abordé ici, merci de compléter l'article en donnant les références utiles à sa vérifiabilité et en les liant à la section « Notes et références ».
Pour les articles homonymes, voir Laouenan (homonymie).
Roger Laouenan est un écrivain, historien et journaliste français né le 28 août 1932 à Ploulec'h (Côtes-d'Armor à l'époque dans les Côtes-du-Nord) et mort le 30 mars 2022 à Lannion. Après cinq années de notariat, il entre comme journaliste au Télégramme. Il résidait à Lannion.

## Biographie
Ami d'Anjela Duval, il en a publié une biographie.
Il est l'auteur de la série Les Bretons dans la Grande guerre, véritable référence dans l'histoire de la guerre 1914-1918 vécue par les Bretons.
Il est aussi l'auteur de cinq romans.

## Filmographie
Roger Laouenan a également réalisé des films en tant que cinéaste amateur, aux côtés de sa femme Soazig Noblet : « L'axe de ma démarche, c'était mettre le cinéma au service de la Bretagne et non pas la Bretagne au service du cinéma, c'était elle qui devait avoir le premier rôle ». Ses films, réalisés entre 1960 et 1972, sont déposés depuis 1987 et consultables sur le site de la Cinémathèque de Bretagne.